# Begonia eminii
Espèce
Synonymes
- Begonia ealensis Irmsch.[1]
- Begonia macrostyla Warb.[1]
- Begonia poggei Warb.[1]

Begonia eminii est une espèce de plantes de la famille des Begoniaceae.
L'espèce fait partie de la section Tetraphila.
Elle a été décrite en 1894 par Otto Warburg (1859-1938).

## Répartition géographique
Cette espèce est :
- originaire des pays suivants : Angola ; Burundi ; Cameroun ; Central African Republic ; Congo ; Cote D'Ivoire ; Guinée Équatoriale ; Gabon ; Ghana ; Kenya ; Libéria ; Nigéria ; Tanzania ; Ouganda ; Zaire* cultivée dans les pays suivants : Zaire[2].

## Liste des sous-espèces
Selon Tropicos (6 février 2017) (Attention liste brute contenant possiblement des synonymes) :
- sous-espèce Begonia eminii subsp. ambacensis R. Fern.
- sous-espèce Begonia eminii subsp. eminii